# Eduard Müller (1804-1875)
Eduard Müller (12 de novembro de 1804 em Brzeg, na Silésia - Legnica, 30 de novembro de 1875) foi teólogo, filólogo, professor e erudito alemão. Ele era irmão do teólogo protestante Julius Müller (1801-1878) e do filólogo clássico Karl Otfried Müller (1797-1840). Seu pai era o pastor Karl Daniel Muller e sua mãe se chamava Juliane.

## Obras principais
Müller era um homem culto em geral e dentre suas obras principais se destacam:
- Ueber das Nachahmende in der Kunst nach Aristoteles, (História de Teoria da Arte segundo Aristóteles), 1834
- Etymologisches woerterbuch der englischen sprache, (Dicionário Etimológico da Língua Inglesa), 1842
- Ueber Sophokleische Naturanschauung, (Sobre o Conceito de Natureza segundo Sófocles), 1842
- Das christliche Kunstprincip seinem geschichtlichen Ursprunge nach, (O Princípio da Arte Cristã de acordo com a sua origem histórica),1856
- Ueber Apollonius von Tyana, (Sobre Apolônio de Tiana), 1861

Como poeta, ele escreveu, em 1853, a obra: " Sansão e Dalila , uma tragédia em cinco atos ".